# Robinson de Lafont*de Massa
Robinson de Lafont*de Massa, surnommé « Roro », est un cheval bai de race lusitanienne, concourant en dressage avec Arnaud Serre. Après un accès fulgurant au niveau international de compétitions, il meurt brutalement de coliques en 2016.

## Histoire
Il naît le 13 février 2005 chez Sylvain Massa, sur la commune de Les Arcs dans le Var. Son éleveur, le jugeant peu élégant, souhaite dans un premier temps s'en débarrasser, mais ne parvient pas à le vendre. Il est confié au cavalier français Arnaud Serre en 2012, à la fin de son années de six ans. L'entente est immédiate, et la progression de ce couple se révèle « fulgurante ». À sept ans, Robinson connaît déjà tous les exercices du Grand Prix de dressage.
Arnaud Serre et Robinson se font connaître lors des jeux équestres mondiaux de 2014 en décrochant la 20e place en individuel, malgré la crise de colique qu'a subie Robinson deux semaines avant l'épreuve. En 2015, il est sacré vice-champion de France de dressage à Vierzon, et remporte le GP de Jardy et le CDI de Saumur. Membre de l’équipe de France au CDIO de Rotterdam, il termine 6e par équipe aux championnats d'Europe d’Aix-la-Chapelle, ce qui lui permet d'obtenir une qualification pour les Jeux olympiques de Rio en 2016. Le magazine L’Éperon le nomine parmi les prétendants au titre de « cheval de l'année » 2015.
En septembre 2015, Robinson se blesse un postérieur dans son box. Le 7 janvier 2016, la Fédération française d'équitation annonce une opération pour un problème intestinal, qui lui fait prendre du retard dans la préparation pour les Jeux olympiques. Il est mis en convalescence à la clinique du cheval de Toulouse, mais succombe à une nouvelle crise de coliques le 18 mars 2016, dans la nuit. La mort de Robinson de Lafont*de Massa est une lourde perte pour l'équipe de France de dressage, puisqu'il représentait avec Arnaud Serre une chance de médaille pour la France.

## Description
Robinson de Lafont*de Massa est un Lusitanien de robe baie. Son apparence physique est atypique pour cette race, puisqu'il présente, selon Anne-Sophie Serre, des airs de « gros poney », qui le font percevoir comme inoffensif sur les terrains de concours. Son physique est assez ordinaire, avec une grosse tête. Il mesure 1,67 m.

## Palmarès
- 2014 : 27e individuel au Grand Prix spécial des Jeux équestres mondiaux de 2014, 20e aux qualifications, avec une note de 72,843 %[6],[1].
- 2015 : Vice-champion de France de dressage, vainqueur du GP de Jardy et du CDI de Saumur. 6e par équipes aux championnats d'Europe de dressage

## Origines
Robinson de Lafont*de Massa est un fils de l'étalon Maestro JGB et de la jument Toutinegra CSM, par Opus 72 MTV